# گراژینا دوگوونتسکا
گراژینا دوگوونتسکا (لهستانی: Grażyna Długołęcka؛ زادهٔ ۲۵ اوت ۱۹۵۱) بازیگر اهل لهستان است.
از فیلم‌ها یا برنامه‌های تلویزیونی که وی در آن نقش داشته‌است، می‌توان به داستان گناه اشاره کرد.